# اینور یاگر
اینور یاگر (استونیایی: Enver Jääger؛ زادهٔ ۲۸ اکتبر ۱۹۸۲) بازیکن فوتبال اهل استونی است.
از باشگاه‌هایی که در آن بازی کرده‌است می‌توان به باشگاه فوتبال فلورا تالین و باشگاه فوتبال ویلیاندی تولویک اشاره کرد.
وی همچنین در تیم ملی فوتبال استونی بازی کرده‌است.